# Pockmark
Pockmarks, em geologia, significam depressões circulares no fundo do mar, geralmente com diâmetro de dezenas ou até centenas de metros, porém formando feições não muito profundas.
São formadas por escape de fluidos, principalmente gás metano, que chegam a formar colunas verticais com as emissões para a coluna d'água. A designação é uma alusão da palavra inglesa pockmark que significa ferida circular sobre a pele causada pela varíola.
Tal como o Vulcão de lama, as pockmarks em fundo marinho podem estar relacionadas a áreas com incidências de terremotos. Alguns cientistas sugerem que sejam monitoradas as emissões de gás e atividades das pockmarks ativas, pois podem ser adequadas para predizer grandes terremotos e assim permitir que vidas sejam salvas antes de uma catástrofe natural.
As pockmarks ativas emitem metano o que faz com que ocorra formação de tapetes microbiais (bactérias metanófilas) sobre as mesmas, também propiciando uma profusão de fauna ligadas ao escape de gás, como mexilhões, diversos moluscos, vermes, corais de água profunda, entre outros.
Ocorrências são muito comuns no fundo marinho ou mesmo mares interiores e alguns lagos. Na costa leste do Canadá (Nova Scotia) foram descritas pela primeira vez em 1970. Na Baía de Passamaquoddy, situada entre o Maine (EUA) e New Brunswick (Canadá) ocorrem enxames de pockmarcks no assoalho do fundo da baía. No Mar negro também são frequentes.
O imageamento dessas feições pode ser feita através de sonares ou mesmo métodos sísmicos de reflexão. No Brasil são conhecidas áreas com forte incidência de pockmarks na Bacia de Santos, na margem continental brasileira.
As pockmarks de Nova Scotia, Canadá chegam a ter 150 m de diâmetro e 10 m de profundidade. Pockmarks tem sido encontradas em todo o globo. A descoberta foi auxiliada por sonar multi-feixe de alta resolução. Neste caso as pockmarks tem sido interpretadas como expressões morfológicas de escape de óleo ou gás, a partir de sistemas ativos de sistemas de hidrocarbonetos (petróleo e gás natural) ou reservatórios de hidrocarbonetos sobrepressurizados.